# عسقلان القديمة
عسقلان (آثار) ( بـاللغة الفلستية: 𐤀𐤔𐤒𐤋𐤍 بالحروف الرومانية: ʾAšqalōn؛ (بالعبرية: אַשְׁקְלוֹן‏) بـالحروف الرومانية:ʾAšqəlōn، بـاليونانية العامية: Ἀσκάλων (باللاتينية: Ascalon); (بالعربية: عَسْقَلَان, رومنة: ʿAsqalān) بـالحروف الرومانية: Asqalān): كانت مدينة ساحلية في الشرق الأدنى القديم على ساحل البحر الأبيض المتوسط في جنوب بلاد الشام، والتي لعبت عدة أدوار رئيسية في التاريخ.
سُكن موقع عسقلان لأول مرة بشكل دائم في العصر البرونزي الأوسط، وكان يضم عددًا من المستوطنات؛ التي أخذت الاسم على مدى عدة آلاف من السنين. خلال العصر الحديدي، كانت عسقلان بمثابة أقدم وأكبر ميناء بحري في كنعان، وواحدة من المدن الخمس في بنتابوليس الفلستية، الواقعة شمال غزة وجنوب يافا. ظلت المدينة عاصمة كبرى طوال العصور القديمة والعصور الوسطى المبكرة، قبل أن تصبح موطئ قدم محصنًا متنازعًا عليه بشدة على الساحل الفلسطيني خلال الحملات الصليبية. في أواخر العصور الوسطى، كانت المدينة موقعًا لمعركتين صليبيتين هامتين: معركة عسقلان عام 1099، وحصار عسقلان عام 1153.
في عام 1270، تم تدمير ميناء المدينة والقلعة على يد سلطنة المماليك، وتدهورت المدينة، على الرغم من بقاء الأبنية الخارجية، مثل مقام رأس الحسين، وهو نصب تذكاري رئيسي، باقي. وتشهد سجلات الضرائب العثمانية على وجود قرية الجورة المحاذية لأسوار القلعة منذ عام 1596 على الأقل وقد نجت تلك المستعمرة المتبقية حتى إخلاء سكانها في عام 1948.
تأخذ مدينة مجدل عسقلان الإسرائيلية الحديثة اسمها من الموقع، لكن مركزها التاريخي يقع تقريبًا على بعد 4 كـم (2.5 ميل) داخل الموقع؛ الواقع في بلدة المجدل الفلسطينية وما حولها.

## الأسماء
عُرفت عسقلان بالعديد من التغييرات لنفس الاسم الأساسي على مدار آلاف السنين. تم ذكر المستوطنة لأول مرة في نصوص الإعدام المصرية من الأسرة المصرية الحادية عشرة باسمأسقلانو. في رسائل تل العمارنة( ق. 1350 ق.م.) هناك سبع رسائل من وإلى الملك ييديا ملك أشقلونا Ašqaluna والفرعون المصري. تروي لوحة مرنبتاح من الأسرة المصرية التاسعة عشرة كيف قام الفرعون بإخماد ثورة في عسقلونا Asqaluna. تم ذكر المستعمرة أحد عشر مرة في الكتاب العبري باسم ʾAšqəlôn.
في العصر الهلنستي، ظهر عسقلان "Ascalon" أو "Askalon" كاسم يوناني قديم للمدينة، واستمر خلال الفترة الرومانية والفترة البيزنطية اللاحقة. في العصر الإسلامي، أصبح الشكل العربي المُترجم عسقلان Asqalan، بينما في العبرية الحديثة، أصبحت "عسقلان Ashkelon". اليوم، "عسقلان Ascalon":هي منطقة أثرية محددة تعرف باسم "تل مجدل عسقلان Tel Ashkelon".

## تاريخ

### العصر الحجري الحديث
حوالي 1.5 كيلومتر (1 ميل) شمال أنقاض عسقلان يقع موقع من العصر الحجري الحديث؛ يعود تاريخه إلى مستعمرة في المنطقة حتى ق. 7900 قبل الحاضر؛ في مرحلة ما قبل الفخار من العصر الحجري الحديث. لم يكن الموقع المجاور به أي مباني مُشيدة، ويُعتقد أنه تم استخدامه موسميًا من قبل البدو الرحل؛ لتجهيز وتجفيف الطعام.

### الاستقرار الكنعاني
تم حفر أول مستعمرة مُشيدة في نتوء الحجر الرملي على طول الساحل في العصر البرونزي الأوسط(2000-1550 قبل الميلاد). كانت مستعمرة كبيرة ومزدهرة نسبيًا في تلك الفترة، طُوقت أسوارها بمساحة 60 هكتارًا (150 فدانًا)، وربما عاش ما يصل إلى 15000 شخص داخل هذه الحصون.
يبلغ طول أسوارها الرئيسية 2.5 كيلو متر (1.5ميل)، وارتفاع 15 مترًا (50 قدمًا)، وسُمك 45 مترًا (150 قدمًا)، وحتى كأطلال؛ فإنها تقف بارتفاع طابقين. كان سُمك الجدران كبيرًا جدًا لدرجة أن: بوابة المدينة المبنية من الطوب اللبن؛ كانت تحتوي على نفق أسطواني مبطن بالحجارة، وعرضه 2.4 متر (8 أقدام) يشبه العقادة ومغطى بالجص الأبيض؛ لدعم البنية الفوقية: وهي أقدم قنطرة تم العثور عليها على الإطلاق.
تم ذكر عسقلان في نصوص الإعدام المصرية من الأسرة الحادية عشرة باسم "jsqꜣnw".

### الفترة المصرية
ابتداءً من عهد تحتمس الثالث (1479-1425 قبل الميلاد)، كانت المدينة تحت السيطرة المصرية، وكان يديرها حاكم محلي. في رسائل تل العمارنة ( ق. 1350 ق.م.) هناك سبع رسائل من وإلى الملك ييديا ملك "عسقلونا Ašqaluna" والفرعون المصري.
في عهد رمسيس الثاني، كان جنوب بلاد الشامحدود الحرب الملحمية ضد الحيثيين في سوريا. وبالإضافة إلى ذلك، هاجمت شعوب البحر وحدثت ثورات. تتزامن هذه الأحداث مع تراجع الظروف المناخية بدءًا من حوالي عام 1250 قبل الميلاد فصاعدًا، مسبباُ في النهاية انهيار العصر البرونزي. عند وفاة رمسيس الثاني، زادت الفوضى والعصيان في جنوب بلاد الشام. واجه الملك مرنبتاح سلسلة من الثورات، كما ورد في لوحة مرنبتاح. يشير الفرعون إلى إخماد الثورة في "عسقلوني".

### مستعمرةفلستية
احتل الفلستيون المدينة الكنعانية حوالي عام 1150 قبل الميلاد. تتشابه أقدم أنواع الـفخار وأنواع الهياكل والنقوش مع المركز الحضري اليوناني المبكر في موكناي في بر اليونان، مما يضيف وزنًا إلى الفرضية القائلة بأن: الفلستيون كانوا أحد السكان من بين "شعوب البحر"؛ التي أزعجت الحضارات في جميع أنحاء شرق المتوسط في هذا الوقت.
في هذه الفترة، يُقدم الكتاب المقدس العبري أشكِلون Ašqəlôn كواحدة من المدن الفلستية الخمس؛ التي تتحارب باستمرار مع بني إسرائيل. بالنسبة الى هيرودوت، كان معبد فينوس في المدينة هو الأقدم من نوعه، وتم تقليده حتى في قبرص، ويذكر أن هذا المعبد تعرض للنهب من قبل الغزاة السكوثيين خلال فترة سيطرتهم على الميديين (653-625 قبل الميلاد). وكانت آخر المدن الفلستية التي صمدت ضد الملك البابلي نبوخذ نصر الثاني. عندما سقطت عام 604 قبل الميلاد، وأحرقت ودُمرت ونُفي أهلها، كان عصر الفلستيين قد انتهى.

### الفترات الفارسية والهيلينستية والرومانية
حتى غزو الإسكندر الأكبر، تأثر سكان المدينة بالثقافة الفارسية السائدة. وفي هذه الطبقة الأثرية وجدت أعمال التنقيب مدافن للكلاب. يُعتقد أن الكلاب ربما كان لها دور مقدس؛ ومع ذلك، الدليل ليس قاطعاً. بعد غزو الإسكندر في القرن الرابع قبل الميلاد، أصبحت مجدل عسقلان مدينة حرة مهمة وميناءًا بحريًا هلينستيًا.
اتبعت حصون العصر الروماني والإسلامي -المكسوة بالحجارة- نفس بصمة المستعمرة الكنعانية السابقة، لـتُشكل نصف دائرة واسعة؛ تحمي المستعمرة من جهة البر. ومن جهة البحر؛ تمت حمايتها بمنحدر طبيعي مرتفع.
ظلت المدينة موالية لروما خلال الثورة اليهودية الكبرى (66-70 م).

### الفترة البيزنطية
تظهر مدينة عسقلان على قطعة من خريطة مادبا؛ التي تعود للقرن السادس.
من بين أساقفة عسقلان المعروفين أسماؤهم سابينوس، الذي كان في مجمع نيقية الأول عام 325، وخليفته المباشر أبيفانيوس. شارك أوكسنتيوس في مجمع القسطنطينية الأول عام 381، وجوبينوس في المجمع؛ الذي انعقد في اللد عام 415، وليونتيوس في كل من مجمع أفسس الثاني عام 449 ومجمع خلقيدونية عام 451. الأسقف ديونيسيوس، الذي مثل عسقلان في مجمع القدس عام 536، دُعي في مناسبة أخرى للإعلان عن صحة المعمودية بالرمل في صحراء قاحلة. أرسل الشخص لـيُـعَمد في الماء.
لم تعد أسقفية داخلية، تم إدراج عسقلان اليوم من قبل الكنيسة الرومانية الكاثوليكية باعتبارها كرسياً فخريًا.

### الفترة الإسلامية المبكرة
أثناء الفتح الإسلامي لفلسطين بدأ في ق. 633-634، أصبحت عسقلان (التي يُطلق عليها العرب عسقلان Asqalan) واحدة من آخر المدن البيزنطية؛ التي سقطت في المنطقة. ربما تم فتحها مؤقتًا من قبل عمرو بن العاص، لكنها استسلمت نهائيًا لـمعاوية بن أبي سفيان (الذي أسس فيما بعد الخلافة الأموية)؛ بعد فترة وجيزة من استيلائه على عاصمة المنطقة البيزنطية قيسارية ماريتيما في ق. 640. أعاد البيزنطيون احتلال عسقلان خلال الفتنة الثانية (680–692)، لكن الخليفة الأموي عبد الملك ( r. 685–705 ) استعادها وحصنها. ابن الخليفة سليمان ( r. 715–717 ) الذي أقامت عائلته في فلسطين، ودُفن في المدينة. تشير إحدى النقوش الموجودة في المدينة إلى أن: الخليفة العباسي المهدي أمر ببناء مسجد مئذنة في عسقلان عام 772.
ازدهرت عسقلان في ظل الخلافة الفاطمية وتضمنت مصنع لصك العملة وقاعدة بحرية ثانوية. بقيت عسقلان -مع عدد قليل من المدن الساحلية الأخرى في فلسطين- في أيدي الفاطميين؛ عندما تم غزو معظم بلاد الشام من قبل السلاجقة. ومع ذلك، خلال هذه الفترة، تقلص الحكم الفاطمي في عسقلان؛ دورياً إلى سلطة اسمية على حاكم المدينة.

#### مقام رأس الحسين
في عام 1091، بعد عامين من حملة الصدر الأعظم بدر الدين الجمالي؛ لإعادة السيطرة الفاطمية على المنطقة، تم "إعادة اكتشاف" رأس الحسين بن علي(حفيد نبي الإسلام محمد «‌صلى الله عليه وسلم»)، مما دفع بدر إلى إصدار الأمر بغزو المنطقة. بناء مسجد جديد ومشهد (مزار أو ضريح) لعقد الآثار المعروفة باسم ضريح رأس الحسين. وبحسب مصدر آخر، فقد تم بناء الضريح عام 1098 على يد الوزير الفاطمي الأفضل شاهنشاه.
تم وصف الضريح بأنه أروع بناء في عسقلان. في فترة الانتداب البريطاني كان عبارة عن"مقام كبير على قمة تل" بدون قبر، بل جزء من عمود يظهر المكان؛ الذي دُفن فيه الرأس. في يوليو 1950، تم تدمير الضريح؛ بناءً على تعليمات موشيه ديان؛ وفقًا للسياسة الإسرائيلية في الخمسينيات؛ لمحو المواقع التاريخية الإسلامية داخل إسرائيل، وتماشيًا مع الجهود المبذولة؛ لطرد العرب الفلسطينيين المتبقين من المنطقة. قبل تدميره، كان المرقد من أقدس المواقع الشيعية في فلسطين. في عام 2000، تم بناء منصة رخامية في الموقع من قبل محمد برهان الدين، وهو زعيم إسلامي هندي من البهرة الدادوية.

### الصليبيون والأيوبيون والمماليك
خلال الحملات الصليبية، كانت عسقلان Asqalan (المعروفة لدى الصليبيين باسم عسقلونAscalon) مدينة مهمة؛ بسبب موقعها القريب من الساحل، وبين الدول الصليبية ومصر. في عام 1099، بعد وقت قصير من حصار القدس (1099)، هُزم الجيش الفاطمي -الذي أُرسل لتخليص القدس- على يد قوة صليبية في معركة عسقلان. ولم يتم الاستيلاء على المدينة نفسها من قبل الصليبيين؛ بسبب النزاعات الداخلية بين قادتهم. تعتبر هذه المعركة على نطاق واسع بمثابة إشارة إلى نهاية الحملة الصليبية الأولى. نتيجة للتعزيزات العسكرية من مصر، وتدفق أعداد كبيرة من اللاجئين من المناطق التي غزاها الصليبيون، أصبحت عسقلان مركزًا حدوديًا فاطميًا رئيسيًا. استخدمها الفاطميون لشن غارات على مملكة بيت المقدس. استؤنفت التجارة في نهاية المطاف بين عسقلان والقدس التي كانت تحت سيطرة الصليبيين، على الرغم من أن سكان عسقلان كانوا يكافحون بانتظام من نقص الغذاء والإمدادات؛ مما استلزم توفير السلع وقوات الإغاثة للمدينة من مصر في عدة مناسبات كل عام. طبقاً لـوليم الصوري، تم إدراج جميع سكان المدينة المدنيين في سجلات الجيش الفاطمي. أدى استيلاء الصليبيين على مدينة صور (لبنان) الساحلية عام 1134، وبناء حلقة من الحصون حول المدينة؛ لإبطال تهديدها للقدس؛ مما أضعف عسقلان استراتيجيًا. وفي عام 1150 قام الفاطميون بتحصين المدينة بثلاثة وخمسين برجاً، حيث كانت أهم حصونهم الحدودية.
بعد ثلاث سنوات، بعد حصار دام سبعة أشهر، تم الاستيلاء على المدينة من قبل الجيش الصليبي بقيادة الملك بالدوين الثالث ملك القدس. وقام الفاطميون بتأمين رأس الحسين من ضريحه خارج المدينة، ونقله إلى عاصمتهم القاهرة. ثم أُضيفت عسقلان إلى مقاطعة يافا لتشكل مقاطعة يافا وعسقلان، والتي أصبحت واحدة من المقاطعات الأربع الكبرى في مملكة بيت المقدس.
بعد حصار القدس (1099)، وذبح الآلاف من سكان القدس، ساهم شيوخ الطائفة اليهودية القرائية الستة في عسقلان؛ في افتداء اليهود الأسرى والآثار المقدسة من حُكام القدس الجُُدد. رسالة شيوخ عسقلان القرائيين، التي أُرسلت إلى شيوخ يهود الإسكندرية، تصف مشاركتهم في جهود الافتداء، والمحن التي عانى منها العديد من الأسرى الطلقاء. كان بضع مئات من اليهود -القرائيين والربانيين- يعيشون في عسقلان في النصف الثاني من القرن الثاني عشر، لكنهم انتقلوا إلى القدس؛ عندما خُربت المدينة عام 1191.
في عام 1187، استولى صلاح الدين الأيوبي على عسقلان كجزء من غزوه لـلدول الصليبية بعد معركة حطين. في عام 1191، خلال الحملة الصليبية الثالثة، هدم صلاح الدين المدينة بسبب أهميتها الاستراتيجية المحتملة للمسيحيين، لكن زعيم الحملة الصليبية، الملك ريتشارد الأول ملك إنجلترا، بنى قلعة على أنقاضها. ظلت عسقلان بعد ذلك جزءًا من أراضي الدول الصليبية المتضائلة طوال معظم القرن الثالث عشر، وقام ريتشارد من كورنوال بإعادة بناء وتحصين القلعة خلال الفترة من 1240 إلى 1241، كجزء من السياسة الصليبية؛ لتحسين دفاعات المواقع الساحلية. استعاد المصريون عسقلان عام 1247 أثناء صراع الصالح أيوب مع الدول الصليبية وعادت المدينة إلى الحكم الإسلامي. وصلت سلالة المماليك إلى السلطة في مصر عام 1250، وانتهى تاريخ عسقلان القديم والعصور الوسطى في عام 1270، عندما أمر السلطان المملوكي الظاهر بيبرس بتخريب القلعة والميناء الموجودين في الموقع. نتيجة لهذا التدمير، هجر سكان المكان الموقع وتدهور، على الرغم من بقاء الأبنية الخارجية، مثل مقام رأس الحسين، الباقي.

### الفترة الحديثة
تشهد سجلات الضرائب العثمانية على وجود قرية الجورة المتاخمة لأسوار القلعة منذ عام 1596 على الأقل. وكان بها 46 أسرة مسلمة، ويُقدر عدد سكانها بـ 253 نسمة. المعلم والرحالة الـصوفي السوري مصطفى البكري الصديقي (1688-1688) (ت 1748/9) زار الجورة في النصف الأول من القرن الثامن عشر قبل أن يغادر إلى حمامة.

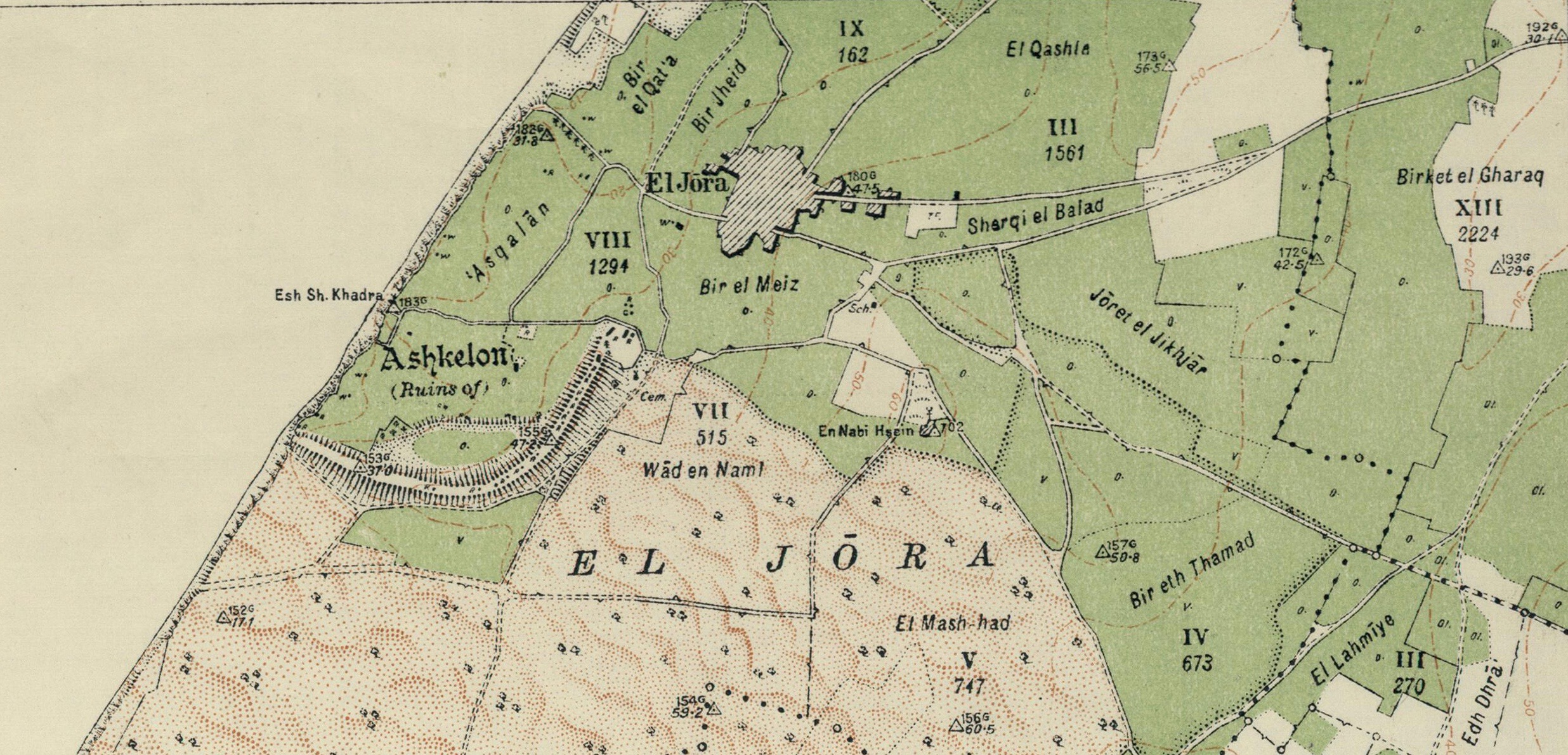
عسقلان وبلدة الجورة المجاورة لها مباشرة في مسح فلسطين عام 1931 (1:200000).

في عام 1863، زار المستكشف الفرنسي فيكتور جويرين القرية، فوجد أن عدد سكانها ثلاثمائة نسمة. وأشار إلى أنه تمكن من رؤية العديد من الآثار المأخوذة من المدينة المهدومة، وأن سكان القرية زرعوا أشجار الفاكهة الجميلة، وكذلك الزهور والخضروات. وجدت قائمة القُرى العثمانية من حوالي عام 1870 أن: عدد سكان القرية كان 340 نسمة، من إجمالي 109 منزل؛ رغم أن عدد السكان يشمل الرجال فقط.
في أواخر القرن التاسع عشر، كانت قرية الجورة؛ تقع على أرض مستوية على أطلالعسقلان القديمة. وكانت مستطيلة الشكل، وسكانها مسلمون. وكان لهم مسجد ومدرسة؛ تم بناؤهما عام 1919.
في تعداد فلسطين 1922؛ الذي أجرته سلطات الانتداب البريطاني، بلغ عدد سكان الجورة 1,326 نسمة، ارتفع عددهم في تعداد فلسطين 1931 إلى 1,754 نسمة من إجمالي 396 منزلاً.

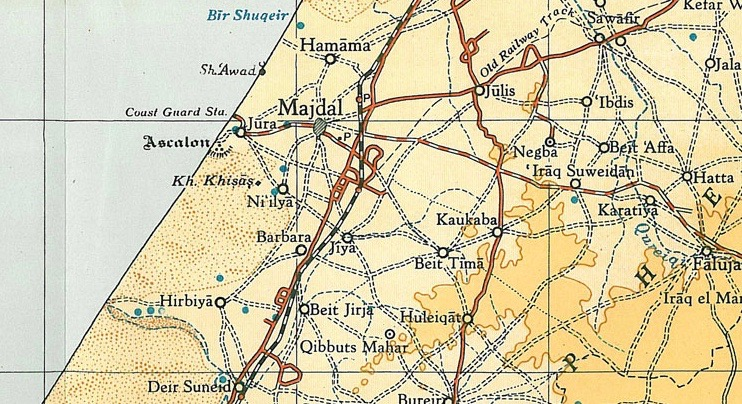
الجورة، 1945 (1:250,000)

في تعداد فلسطين 1945، بلغ عدد سكان الجورة 2,420 مسلمًا، مع إجمالي 12,224 دونمًا من الأراضي الصالحة للزراعة،  و45 دونمًا من الأراضي المبنية. في الأربعينيات كان بها أيضًا مدرسة تضم 206 طالب.
في نوفمبر 1948، كانت الجورة إحدى القرى -الواقعة جنوب مجدل عسقلان- المذكورة في أوامر كتائب جيش الدفاع الإسرائيلي IDF وفصيلة المهندسين بطرد سكانها، حيث قامت القوات المُرتكبة "بمنع عودتهم عن طريق تدمير قُراهم". في عام 1992، تم وصف"واحد فقط من منازل القرية" بأنه ما يزال مرئيًا في الموقع.

## علم الآثار
ابتداءً من القرن الثامن عشر، تمت زيارة الموقع، وأحياناً تصويره، من قبل عدد من المغامرين والسياح. كما تم في كثير من الأحيان نبشه لأجل مواد البناء. حدثت أول عملية تنقيب معروفة في عام 1815. حيث قامت الليدي هستر ستانهوب بالحفر هناك لمدة أسبوعين باستخدام 150 عاملاً. لم يتم الاحتفاظ بسجلات حقيقية. في القرن التاسع عشر، تم إرسال بعض القطع الكلاسيكية من عسقلان (على الرغم من الاعتقاد منذ فترة طويلة أنها من سالونيك) إلى المتحف العثماني. من عام 1920 إلى عام 1922 قام جون جارستانج و دبليو جي فيثيان آدامز بالتنقيب نيابة عن صندوق استكشاف فلسطين. وقد ركزوا على منطقتين، إحداهما رومانية والأخرى فلستية/كنعانية. على مدى السنوات التالية، تم القيام بعدد من الكشوف الإنقاذية من قبل هيئة آثار إسرائيل.

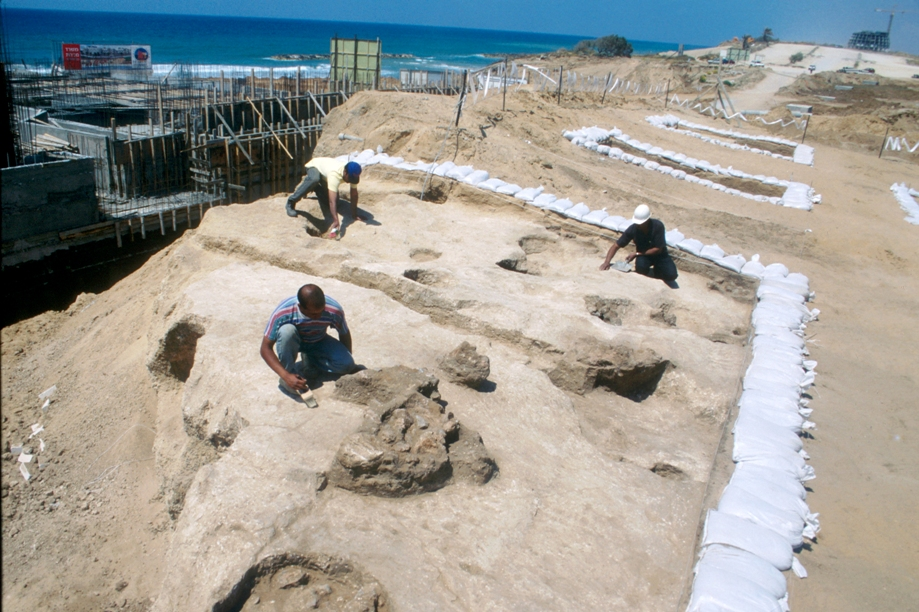
موقع أثري يضم قطعًا أثرية من العصر الحجري الحديث

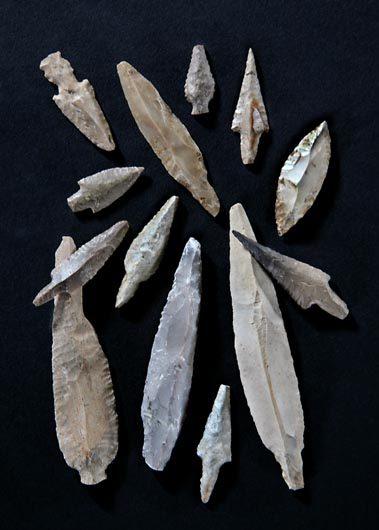
رؤوس سهام صوان من العصر الحجري الحديث في عسقلان قبل الفخار

بدأت أعمال التنقيب الحديثة في عام 1985 مع بعثة ليون ليفي. بين ذلك الحين وعام 2006، حدث سبعة عشر موسمًا من العمل، بقيادة لورانس ستيجر من جامعة هارفارد. في عام 2007 بدأت المرحلة التالية من التنقيب تحت قيادة دانيال ماستر. واستمر حتى عام 2016.
في موسم 1997، تم العثور على قطعة من جدول مسماري، كانت قائمة معجمية؛ تحتوي على أعمدة اللغة السومرية والكنعانية. اكُتشف أنها تعود للعصر البرونزي المتأخر الثاني، حوالي القرن الثالث عشر قبل الميلاد.
في عام 2012، تم اكتشاف مقبرة فلستية خارج المدينة؛ تعود للعصر الحديدي IIA. في عام 2013، تم الكشف عن 200 قبر؛ من بين ما يُقدر بنحو 1200 مقبرة؛ تحتوي عليها الجبانة. سبعة كانت مقابر مبنية بالحجارة.

## مشاهير
- أنطيوخس الأشقلوني (125-68 قبل الميلاد)، فيلسوف أفلاطوني
- ابن حجر العسقلاني (1372–1449)، عالم في الحديث

## أنظر أيضا
- قائمة مدن الشرق الأدنى القديم